# Blade Runner: Black Lotus
Blade Runner: Black Lotus est une série d'animation américano-japonaise, basée sur la franchise Blade Runner qui est diffusée à partir du 14 novembre 2021. Il s'agit d'une coproduction entre Crunchyroll et Adult Swim, en plus d'être créée en partenariat avec Alcon Television Group. L'intrigue se déroule 13 ans après le film de 1982.

## Synopsis
2032, au lendemain du Black Out, une femme réplicante prénommée Elle se réveille à Los Angeles, sans aucun souvenir en sa possession, seulement avec un appareil de données cryptées et un tatouage d'un lotus noir sur le dos. Elle décide alors d'enquêter pour retrouver ses souvenirs et trouver les responsables de son état.

## Distribution

### Voix originales japonaises
Informations venant de Anime News Network :
- Arisa Shida (ja) : Elle
- Shinshu Fuji (ja) : Joseph
- Takako Honda (ja) : Alani Davis
- Takaya Hashi (ja) : Niander Wallace Sr.
- Takehito Koyasu : Niander Wallace Jr.
- Taiten Kusunoki (ja) : Marlowe
- Yoshiko Sakakibara : Josephine Grant
- Hōchū Ōtsuka : Earl Grant
- Takayuki Kinba : Doc Badger
- Masane Tsukayama : Senator Bannister
- Akio Nojima (ja) : Doctor M
- Kazuki Yao : Hooper

### Voix originales anglaises
Informations venant de Anime News Network :
- Jessica Henwick : Elle
- Will Yun Lee : Joseph
- Samira Wiley : Alani Davis
- Brian Cox : Niander Wallace Sr.
- Wes Bentley : Niander Wallace Jr.
- Josh Duhamel : Marlowe
- Peyton List : Josephine Grant
- Stephen Root : Earl Grant
- Barkhad Abdi : Doc Badger
- Gregg Henry : Senator Bannister
- Henry Czerny : Doctor M
- Jason Spisak (en) : Hooper

## Épisodes
| 1  | City of Angels | City of Angels            | 14 novembre 2021 |  |  |  |
| 1  | En octobre 2032, une femme du nom de Elle se réveille, amnésique, à l'arrière d'un véhicule. Grâce à quelques fragments de souvenirs et un appareil de données cryptées en sa possession, elle va partir à la recherche de son identité. |                           |                  |  |  |  |
|    | |                           |                  |  |  |  |
| 2  | L'Autre moi | All We Are Not            | 14 novembre 2021 |  |  |  |
| 2  | N'ayant pas réussi à décrypter l'appareil, Doc Badger emmène Elle vers un ami de confiance qui pourrait en être capable. Ce dernier, du nom de Joseph accepte à contrecœur. En regardant la télévision, la jeune femme reconnaît le sénateur Bannister qui se trouve être dans ses souvenirs et part à sa recherche.                                                                                           |                           |                  |  |  |  |
|    | |                           |                  |  |  |  |
| 3  | La condition des hommes | The Human Condition       | 21 novembre 2021 |  |  |  |
| 3  | Elle se réveille dans l'appartement de Joseph qui l'a retrouvé grâce à la radio qui est réglée à la même fréquence que celle de la police. En se rappelant des paroles du sénateur, Elle lui demande sui elle est réplicante et Joseph va lui faire passer des tests. Pendant ce temps, l'officier Alani Davis mène son enquête sur le meurtre du politicien.                                                  |                           |                  |  |  |  |
|    | |                           |                  |  |  |  |
| 4  | La chasse aux poupées | The Doll Hunt             | 28 novembre 2021 |  |  |  |
| 4  | Elle se souvient maintenant de son petit ami lui tatouant le lotus dans le dos, au bord d'une piscine. Par la suite elle se réveille confuse au même endroit et trouve en dehors un groupe de personnes ayant également que de vagues souvenirs de leur passé. C'est à ce moment qu'un groupe de chasseurs arrive, ouvrant le feu sur le groupe...                                                             |                           |                  |  |  |  |
|    | |                           |                  |  |  |  |
| 5  | Pression | Pressure                  | 5 décembre 2021  |  |  |  |
| 5  | En apprenant qu'Elle a survécu à la chasse, Earl Grant prévient Niander Wallace Sr et promet de l'éliminer. Avec le témoignage de Davis, il décide d'enquêter auprès de Doc Badger. Pendant ce temps, Joseph accepte d'aider Elle à retrouver les chasseurs. |                           |                  |  |  |  |
|    | |                           |                  |  |  |  |
| 6  | Mémoire résiduelle | The Persistence of Memory | 12 décembre 2021 |  |  |  |
| 6  | Joséphine, la femme de Earl Grant, appelle son mari pour faire part de son inquiétude sur les possibles représailles du Lotus Noir et sur le peu de moyen mis pour sa sécurité. Alors qu'elle lui indique qu'elle sent une présence, le commissaire Grant part à sa rescousse et envoie également Marlowe en renfort.                                                                                          |                           |                  |  |  |  |
|    | |                           |                  |  |  |  |
| 7  | Réalité | Reality                   | 19 décembre 2021 |  |  |  |
| 7  | Après l'explosion, Elle retourne chez Joseph pour être soigné. À ce moment-là, l'officier Davis arrive pour soutirer des informations à Joseph. La réplicante, qui s'est cachée, va entendre la conversation et comprendre que son nouvel acolyte est en réalité un ancien « Blade Runner » qui a tué plusieurs réplicants. Elle décide de fuir et partir à la recherche du Docteur M.                         |                           |                  |  |  |  |
|    | |                           |                  |  |  |  |
| 8  | Le rapport de Davis | The Davis Report          | 2 janvier 2022   |  |  |  |
| 8  | À la demande de la commission de surveillance de la police civile de Los Angeles, l'agent Alani Davis est interrogé par l'enquêteur Alan Chen à cause de son implication sur les différentes affaires de meurtres. |                           |                  |  |  |  |
|    | |                           |                  |  |  |  |
| 9  | Libre arbitre | Free Will                 | 9 janvier 2022   |  |  |  |
| 9  | Après le meurtre du docteur M et le fait d'avoir été dénoncé, Niander Wallace Sr. se sent menacé et renforce sa sécurité. Il fait part à son fils, de son regret d'avoir organisé ces chasses et lui demande de mettre fin au projet. Wallace Jr. lui répond que c'est en cours de résolution et lui fait ses adieux. Pendant ce temps, Elle informe Joseph de son intention d'assassiner Niander Wallace, Sr. |                           |                  |  |  |  |
|    | |                           |                  |  |  |  |
| 10 | Clair de lune | Clair de Lune             | 16 janvier 2022  |  |  |  |
| 10 | Elle continue de se faire hanter par souvenirs malgré le fait d'avoir fini son cycle de vengeance. Joseph lui fait part de son passé, lui-même hanté par son passé et lui explique pourquoi il a quitté sa fonction de « Blade Runner ». |                           |                  |  |  |  |
|    | |                           |                  |  |  |  |
| 11 | Tous les meilleurs souvenirs | All the Best Memories     | 23 janvier 2022  |  |  |  |
| 11 | Alors que le visage de celui qui se trouve dans les souvenirs de Elle se révèle, Joseph découvre qu'il s'agit de Niander Wallace Jr. et commence à deviner les plans de ce dernier. En effet, Wallace Jr. avait engagé Joseph pour aider la réplicante mais finalement son plan était que le lotus noire élimine son père. Maintenant, l'ultime ordre qu'il donne à Joseph est d'éliminer Elle.                |                           |                  |  |  |  |
|    | |                           |                  |  |  |  |
| 12 | Âmes artificielles | Artificial Souls          | 30 janvier 2022  |  |  |  |
| 12 | Une bataille commence entre Elle et Water Lily, réplicante exécutant les ordres de Wallace Jr. Le combat est interrompu par l'arrivée du LAPD. De son côté, l'agent Davis va tenter d'aider Elle alors que Joseph tente d'éliminer Marlowe pour que les ennuis de la réplicante soient terminés. |                           |                  |  |  |  |
|    | |                           |                  |  |  |  |
| 13 | Le moment de mourir | Time to Die               | 6 février 2022   |  |  |  |
| 13 | Elle s'infiltre dans la Tyrell Corporation pour pouvoir en finir une bonne fois pour toutes avec Niander Wallace Jr. Alors que ce dernier essai de remettre en doute ses motivations, la réplicante se trouve dans l'incapacité de s'attaquer à Wallace Jr et devra une nouvelle fois faire face à Water Lily.                                                                                                 |                           |                  |  |  |  |
|    | |                           |                  |  |  |  |

## Production
L'anime a été annoncé en novembre 2018,. La série est animée par Sola Digital Arts  et réalisée par le duo Shinji Aramaki et Kenji Kamiyama. Shin'ichirō Watanabe, réalisateur de Blade Runner Black Out 2022, supervise la série en tant que producteur créatif.  La série est composée de 13 épisodes qui sera chronologiquement placée entre le film de 1982 et Blade Runner 2049 en prenant en compte les évènements du court-métrage Blade Runner Black Out 2022.  La série comprendra également des personnages familiers de l'univers Blade Runner.

## Diffusion
La diffusion se trouve en simulcast sur les plateformes Adult Swim et Crunchyroll qui a débuté par deux épisodes le 14 novembre 2021 puis suit un rythme de parution d'un épisode par semaine et s'est terminée le 6 février 2022. En France, elle est disponible sur la dernière plateforme citée au même moment. La série est diffusée en anglais sur Adult Swim alors que Crunchyroll diffuse la version japonaise.

## Musique
Alessia Cara interprète le générique de début intitulé Feel You Now.

## Accueil
Le site Web agrégateur Rotten Tomatoes rapporte un taux d'approbation de 67% avec une note moyenne de 5,70/10, basée sur 6 avis. Concernant le site Metacritic, qui utilise une moyenne pondérée, il attribue une note de 61 sur 100 sur la base de 4 critiques, indiquant des « évaluations généralement favorables ».